# 488 Kreusa
488 Kreusa је астероид главног астероидног појаса са пречником од приближно 150,13 km.
Афел астероида је на удаљености од 3,690 астрономских јединица (АЈ) од Сунца, а перихел на 2,630 АЈ.
Ексцентрицитет орбите износи 0,167, инклинација (нагиб) орбите у односу на раван еклиптике 11,489 степени, а орбитални период износи 2052,294 дана (5,618 година).
Апсолутна магнитуда астероида је 7,81 а геометријски албедо 0,058.
Астероид је откривен 26. јуна 1902. године.